# تاکاهیرو کوگا
تاکاهیرو کوگا (ژاپنی: 古賀 貴大؛ زادهٔ ۱۱ مارس ۱۹۹۹) یک بازیکن فوتبال اهل ژاپن است.
از باشگاه‌هایی که در آن بازی کرده‌است می‌توان به باشگاه فوتبال و-واران ناگاساکی اشاره کرد.